# سد گو
سد گو (به لاتین: Gove Dam) یک سد و نیروگاه برقابی در آنگولا است که در استان هوامبو واقع شده‌است.